# Закриниччя (Хмельницький район)
Закрини́ччя — село в Україні, у Антонінській селищній громаді Хмельницького району Хмельницької області. Населення становить 631 особу.

## Історія
У 1906 році село Антонінської волості Ізяславського повіту Волинської губернії. Відстань від повітового міста 40 верст, від волості 3. Дворів 189, мешканців 1255.
7 (20) листопада 1917 року, відповідно до.Третього Універсалу Української Центральної Ради, увійшло до складу Української Народної Республіки.
12 червня 2020 року, відповідно до розпорядження Кабінету Міністрів України № 727-р «Про визначення адміністративних центрів та затвердження територій територіальних громад Хмельницької області», увійшло до складу Антонінської селищної громади.
19 липня 2020 року, після ліквідації Красилівського району, село увійшло до Хмельницького району.
Колишній орган місцевого самоврядування — Антонінська селищна рада.

## Населення

### Мова
Розподіл населення за рідною мовою за даними перепису 2001 року:
| Мова            | Кількість | Відсоток |
| --------------- | --------- | -------- |
| українська      | 626       | 99.21 %  |
| російська       | 4         | 0.63 %   |
| інші/не вказали | 1         | 0.16 %   |
| Усього          | 631       | 100 %    |